# Lindnäs örarna
Lindnäs örarna är klippor i Finland. De ligger i kommunen Kimitoön i landskapet Egentliga Finland, i den södra delen av landet, 140 km väster om huvudstaden Helsingfors.
Terrängen runt Lindnäs örarna är platt. Havet är nära Lindnäs örarna västerut.  Närmaste större samhälle är Dragsfjärd, 11,1 km nordost om Lindnäs örarna. 